# Brokeback Mountain
Cet article concerne la nouvelle. Pour le film de 2005 adapté de cette nouvelle, voir Le Secret de Brokeback Mountain.
Brokeback Mountain est une nouvelle écrite par l'écrivaine américaine Annie Proulx et publiée pour la première fois dans le magazine The New Yorker en octobre 1997. Elle relate une histoire d'amour entre deux cowboys dans le Wyoming durant les années 1960-1980. La nouvelle a fait l'objet d'une adaptation au cinéma, Le Secret de Brokeback Mountain, sortie en 2005 et récompensée par de nombreux prix. La nouvelle a également fait l'objet d'un livret pour un opéra du même nom de Charles Wuorinen, et une adaptation théâtrale en 2023.

## Résumé
L'histoire commence au Wyoming en 1963. Deux jeunes gens, Ennis del Mar et Jack Twist, sont embauchés pour un travail d'été sur la montagne Brokeback et rapidement éprouvent une vive attirance l'un pour l'autre, mais ils se séparent à la fin de leur travail. Ils entament une liaison, mais en secret, par peur des réactions de leur entourage. Leur liaison est interrompue après peu de temps lorsqu'ils doivent repartir chacun de leur côté. Au cours des vingt années suivantes, chacun mène sa vie, avec mariage et enfants ; mais les deux hommes sont amenés à se retrouver plusieurs fois lors de séjours dans des endroits reculés, et à renouer leur liaison, portée par des sentiments durables.

## Histoire éditoriale
La nouvelle est publiée pour la première fois dans le magazine The New Yorker le 13 octobre 1997. Elle paraît ensuite, à peine modifiée, en 1999 dans le recueil de nouvelles Close Range, dont les nouvelles se déroulent toutes au Wyoming.
En France, la nouvelle paraît dans le recueil Les Pieds dans la boue chez Payot en 2001 (dans la collection « Rivages poche / Bibliothèque étrangère »), puis elle bénéficie d'une édition à part entière chez Grasset en 2006 à l'occasion de la sortie de son adaptation cinématographique.

## Adaptation cinématographique
Les producteurs Diana Ossana et Larry McMurtry prennent une option sur la nouvelle pour une adaptation cinématographique dès après l'avoir lue dans The New Yorker. Ils réalisent un synopsis dont le travail d'adaptation consiste essentiellement à étoffer les événements et les personnages de la nouvelle. Le film, réalisé par Ang Lee, sort en 2005. Il remporte de très nombreuses récompenses, dont un Lion d'or à la Mostra de Venise, trois Oscars à la 78e cérémonie des Oscars et quatre prix aux BAFTA Awards. Annie Proulx se dit très satisfaite de l'adaptation, qu'elle juge très fidèle.

## Adaptation opératique
Sur demande de Gerard Mortier, le compositeur américain Charles Wuorinen a composé entre août 2008 et février 2012 un opéra sur un livret d'Annie Proulx. Sa première a lieu au Teatro Real de Madrid le 28 janvier 2014. Le rôle de Jack Twist est tenu par un ténor lyrique tandis qu'Ennis del Mar est un baryton-basse qui ne chante que par moments (rôle parlé).
Une version de chambre est créée en 2015 au City Opera de Vancouver[réf. nécessaire].

## Adaptation théâtrale
Le 18 mai 2023, une version théâtrale adaptée par Ashley Robinson ouvre au Soho Place (en) à Londres.